# Sabrata
Sabrata ((arabsko صبراتة, latinizirano: Ṣabrāta;; tudi Sabratah, Siburata), v okrožju Zavija v Libiji, je bilo najzahodnejše od starodavnih 'treh mest' rimskega Tripolisa, poleg Oea in Leptis Magna. Od leta 2001 do 2007 je bilo glavno mesto nekdanjega okrožja Sabrata va Sorman. Leži na sredozemski obali približno 70 km zahodno od sodobnega Tripolisa. Obstoječe arheološko najdišče je bilo leta 1982 vpisano na Unescov seznam svetovne dediščine.

## Starodavna Sabrata
Pristanišče Sabrata je bilo ustanovljeno okoli leta 500 pr. n. št. kot feničansko trgovsko mesto Tsabratan (punsko 𐤑𐤁 𐤓𐤕 𐤍, latinizirano: ṣbrtʿn). Zdi se, da je bilo to berbersko ime, kar kaže na obstoječo staroselsko naselbino. Pristanišče je služilo kot feničanski izhod za proizvode iz afriškega zaledja. Grki so ga imenovali Sabrata (starogrško Σαβράτα), Sabaratha (starogrško Σαβαραθά), Sabratha (starogrško Σαβράθα) in tudi Abrotonon (starogrško Ἀβρότονον). Po propadu Fenicije je Sabrata padla pod vplivno sfero Kartagine.
Po punskih vojnah je Sabrata postala del kratkotrajnega numidijskega kraljestva Masinisa, preden je bilo to priključeno Rimski republiki kot provinca Africa Nova v 1. stoletju pr. n. št. Kasneje je bila romanizirana in ponovno zgrajena v 2. in 3. stoletju našega štetja. Cesar Septimij Sever je bil rojen v bližini v Leptis Magni, Sabrata pa je svoj monumentalni vrhunec dosegla med vladavino Severanov, ko se je skoraj podvojila. Mesto so močno prizadeli potresi v 4. stoletju, zlasti potres leta 365. V 5. stoletju je padlo pod nadzor Vandalskega kraljestva, veliki deli mesta pa so bili zapuščeni. Pod bizantinsko vladavino je doživel manjšo oživitev, ko so postavili več cerkva in obrambno obzidje (čeprav je obdajalo le majhen del mesta). Mesto je bilo mesto škofije. V sto letih po muslimanski invaziji na Magreb se je trgovina preusmerila v druga pristanišča in Sabrata se je zmanjšala na vas.

### Arheološko najdišče
Sabrata je bila kraj številnih izkopavanj od leta 1921, predvsem italijanskih arheologov. Izkopavala ga je tudi britanska ekipa pod vodstvom Dame Kathleen Kenyon in Johna Ward-Perkinsa med letoma 1948 in 1951. Poleg svojega gledališča v Sabrati, ki ohranja svoje trinadstropno arhitekturno ozadje, ima Sabrata templje, posvečene Liber Patru, Serapisu in Izidi. Obstaja krščanska bazilika iz časa Justinijana in tudi ostanki nekaterih mozaičnih tal, ki so obogatila elitna bivališča rimske severne Afrike (na primer Villa Sileen blizu Homsa). Vendar so ti najbolj jasno ohranjeni v barvnih vzorcih morskih (ali forumskih) kopališč, ki gledajo neposredno na obalo, in v črno-belih tleh gledaliških kopališč. V bližini je muzej, ki vsebuje nekaj zakladov iz Sabrate, druge pa si lahko ogleda v nacionalnem muzeju v Tripolisu.
Leta 1943, med drugo svetovno vojno, je arheolog Max Mallowan, mož romanopiske Agathe Christie, delal v Sabrati kot pomočnik višjega uradnika za civilne zadeve zahodne province Tripolitanije. Njegova glavna naloga je bila nadziranje dodeljevanja žitnih obrokov, vendar je bila to, po besedah Christiejevega biografa, »veličastna navezanost«, med katero je Mallowan živel v italijanski vili s teraso s pogledom na morje in jedel sveže ribe tune in olive.

### Poškodbe zaradi erozije in vremenskih vplivov
Po poročilu iz aprila 2016 so ruševine Sabrate zaradi mehke sestave tal in narave obale Sabrate, ki je večinoma sestavljena iz mehkih kamnin in peska, v nevarnih obdobjih obalne erozije. Javna kopališča, stavba stiskalnice za oljke in pristanišče so najbolj poškodovana, saj so stavbe propadle zaradi neviht in nestalnega morja. Ker je najpogostejši gradbeni material v Sabrati, kalkarenit, zelo dovzeten za fizikalne, kemične in biološke vremenske vplive (zlasti morsko pršenje), je dolgoročno ohranjanje spomenikov ogroženo. Tudi dvig morske gladine lahko ogrozi celovitost območja.
To erozijo obale starodavne Sabrate je mogoče opaziti vsako leto s precejšnjimi razlikami v ureditvi plaže in nedavnih razpadlih stavbah. Valobrani v bližini pristanišča in stiskalnice za oljke so neustrezni in premajhni za učinkovito zaščito starodavnega mesta Sabrata.

## Moderna Sabrata
Mesto je dom univerze Sabrata. Vefak Sabratha je nogometni klub, ki igra na stadionu Sabrata.
Kot je navedeno v dokumentarcu The Beatles: Get Back iz leta 2021, ki ga je režiral Peter Jackson, je bilo gledališče Sabrata obravnavano kot možna lokacija, kjer bi lahko Beatles izvedli svoj zadnji koncert v živo kot skupina (namesto tega so svoj zadnji koncert izvedli na strehi svojega sedeža Apple Corps).

## Galerija

### Arheološko najdišče
- Nimfej
- Terme
- Latrine
- Svetniška dvorana
- Kurija 4. stol. n. št.
- Mozaik v peristilni hiši
- Peristilna hiša
- Bazilika Apuleus, bizantinska krstilnica
- Vodnjak Flavija Tula v Antoninovem templju
- Podij v Antoninovem templju
- Mavzolej v Besu, 2. stol. pr. n. št.

#### Gledališče
- Gledališče v mestu Sabrata iz 2. stoletja
- Pogled na gledališče Sabrata
- Ena od mnogih poti znotraj gledališča
- Ruševine
- gledališče
- gledališče
- Nizki relief (na dnu odra)
- Nizki relief (na dnu odra)
- Nizki relief (na dnu odra)
- Nizki relief (na dnu odra)
- Podstavek in kapitel stebrov
- Kapitel in steber
- Zadnja stran gledališča